# 帕特雷灣
帕特雷灣（希臘語：Πατραϊκός κόλπος）是希腊的伊奥尼亚海的一个海湾，面积为350至400平方公里。它同时是科林斯灣的入口，海湾北部是埃托洛阿卡纳尼亚专区，南部为阿哈伊亚专区。东部修建有里翁-安迪里翁大桥，与科林西亚湾相连。